# Ascogrammitis loxensis
Ascogrammitis loxensis là một loài dương xỉ thuộc họ Polypodiaceae. Loài này được Michael Sundue mô tả khoa học đầu tiên năm 2010.